# Heaven Can Wait (Meat Loaf)
"Heaven Can Wait" is een nummer van de Amerikaanse zanger Meat Loaf. Het nummer werd uitgebracht als de derde track op zijn debuutalbum als solo-artiest Bat Out of Hell uit 1977.

## Achtergrond
"Heaven Can Wait" is geschreven door Jim Steinman en geproduceerd door Todd Rundgren. Steinman schreef het nummer al in 1972. In dat jaar werd het voor het eerst gezongen door Alaina Reed Hall, die echter geen versie in de studio opnam. Steinman was zelf de eerste die een demoversie opnam. Korte tijd later nam de toen nog onbekende Bette Midler ook een demoversie op.
In 1975 werd "Heaven Can Wait" opnieuw gebruikt, ditmaal in de musical Neverland, geschreven door Steinman. In de musical werd het gezongen door het karakter Wendy, gespeeld door Ellen Foley, die trouwde met Peter Pan. Hoewel de musical zelf slechts een paar keer is opgevoerd, vond Steinman drie nummers goed genoeg om te worden opgenomen voor het debuutalbum van Meat Loaf; naast "Heaven Can Wait" waren dit "Bat Out of Hell" en "The Formation of the Pack", dat werd hernoemd naar "All Revved Up with No Place to Go".
De versie van "Heaven Can Wait" zoals deze werd opgenomen door Meat Loaf werd in de Verenigde Staten enkel uitgebracht als promotiesingle, waardoor deze niet in de hitlijsten verscheen. Vanwege de populariteit van het album Bat Out of Hell heeft het nummer desondanks wel bekendheid gekregen. Het werd gecoverd door Karla DeVito, die lange tijd achtergrondzangeres was bij Meat Loaf, op haar album Is This a Cool World or What? uit 1981. In 2015 bracht Ellen Foley, die eveneens veel met Meat Loaf heeft gewerkt, haar versie van het nummer uit als single. In de musical Bat Out of Hell uit 2017 werd het gezongen door het karakter Raven, gespeeld door Christina Bennington. Andere covers zijn gemaakt door onder meer Blake, Gregorian, Sally Mayes, Marie Mazziotti en Tyce.

## NPO Radio 2 Top 2000
| Nummer met noteringen in de NPO Radio 2 Top 2000 | '20  | '21  | '22  | '23  | '24  |
| ------------------------------------------------ | ---- | ---- | ---- | ---- | ---- |
| Heaven Can Wait                                  | 1819 | 1963 | 1506 | 1411 | 1694 |

1. ↑  Een vetgedrukt getal geeft de hoogste notering aan.
2. ↑  2020 was het eerste jaar met een notering voor dit nummer.